# Fruering
Fruering er en landsby i Østjylland med 411 indbyggere  (2024). Fruering er beliggende seks kilometer øst for Skanderborg og 24 kilometer sydvest for Aarhus. Byen hører til Skanderborg Kommune og er beliggende i Region Midtjylland.
Landsbyen hører til Fruering Sogn, og Fruering Kirke ligger i byen.